# Astrid Deuber-Mankowsky
Astrid Deuber-Mankowsky (* 1957) ist eine Schweizer Medien- und Kulturtheoretikerin und emeritierte Professorin an der Ruhr-Universität Bochum.

## Leben
Deuber-Mankowskys Forschungsschwerpunkte liegen in den Bereichen Medialität und Gender, Wahrnehmungstheorien, Praktiken der Illusion und Technoimagination, Medientheorie und Philosophie sowie Lebenswissenschaften.
Sie studierte Germanistik und Philosophie in Zürich und Berlin. Sie war Mitbegründerin und Mitherausgeberin der Zeitschrift Die Philosophin. Forum für Philosophie und feministische Theorie (1990–2005). Von 1995 bis 2000 war sie Wissenschaftliche Mitarbeiterin am Kulturwissenschaftlichen Seminar der Humboldt-Universität zu Berlin.
Sie wurde zum Thema „Der frühe Walter Benjamin und Hermann Cohen. Jüdische Werte. Kritische Philosophie. Vergängliche Erfahrung“ promoviert. Ihre Habilitationsschrift behandelt „Praktiken der Illusion. Immanuel Kant bis Donna Haraway“ 
Von März 2004 bis zu ihrer Emeritierung im April 2022 war Deuber-Mankowsky als Professorin am Institut für Medienwissenschaft der Ruhr-Universität Bochum tätig. Als Lehrstuhlinhaberin des „Lehrstuhl für Medienöffentlichkeit und Medienakteure unter besonderer Berücksichtigung von Gender“ ist sie auch im Netzwerk für Geschlechterforschung der Ruhr-Universität aktiv. Sie ist assoziiertes Mitglied des Zentrums für transdisziplinäre Geschlechterstudien der Humboldt-Universität zu Berlin und des ICI Berlin.

## Publikationen
- 2017: Queeres Post-Cinema. Yael Bartana, Su Friedrich, Todd Haynes, Sharon Hayes (Berlin: August Verlag, 2017)
- 2017: Denkweisen des Spiels. Medienphilosophische Annäherungen, hg. mit Reinhold Görling (Wien: Turia + Kant, 2017)
- 2013: Situiertes Wissen und regionale Epistemologie: Zur Aktualität Georges Canguilhems und Donna J. Haraways, hg. mit  Christoph F. E. Holzhey (Wien: Turia + Kant, 2013)
- 2009: Der Einsatz des Lebens. Lebenswissen, Medialisierung, Geschlecht, hg. mit Christoph F. E. Holzhey und Anja Michaelsen (Berlin: b_books, 2009)
- 2007: Praktiken der Illusion. Kant, Nietzsche, Cohen, Benjamin bis Donna J. Haraway. Verlag Vorwerk 8. Berlin 2007.
- 2005: Lara Croft: Cyber Heroine. Electronic Mediations. Katherine Hayles, Mark Poster, and Samuel Weber (series editors). University of Minnesota Press. Minneapolis London. Translated by Dominic Bonfiglio. Foreword by Sue-Ellen Case.
- 2004: Die Botschaft der Botschaften. Hg. von Beate Binder und Astrid Deuber-Mankowsky. Berliner Blätter. Ethnographische und Ethnologische Beiträge; Heft 34. Münster 2004.
- 2001: Lara Croft. Modell, Medium, Cyberheldin. Das virtuelle Geschlecht und seine metaphysischen Tücken. Suhrkamp Verlag. Frankfurt a.M. 2001.
- 2000: Der frühe Walter Benjamin und Hermann Cohen. Jüdische Werte. Kritische Philosophie. Vergängliche Erfahrung. Verlag Vorwerk 8. Berlin 2000.